# ダーシー・キスラー
ダーシー・キスラー（Darci Kistler、1964年6月4日 - ）は、アメリカ合衆国のバレエダンサー・バレエ指導者である。1980年にニューヨーク・シティ・バレエ団（NYCB）に入団し、振付家ジョージ・バランシンの「最後のミューズ」、「ベイビー・バレリーナ」として知られた。1982年には最年少（18歳）で同バレエ団のプリンシパルに昇格し、入団30年目にあたる2010年シーズンに現役を引退した。夫はバレエダンサー・振付家（元NYCB芸術監督）のピーター・マーティンス (en) 。

## 経歴
カリフォルニア州リバーサイドの生まれ。5人兄妹の末子で、女の子は彼女だけであった。幼少期に地元でダンスのクラスを受け始めた。バレエのレッスンを始めたのは12歳のときで、ロサンゼルスのイリーナ・コスムスカの指導を受けた。同年にはニューヨークのスクール・オヴ・アメリカン・バレエ（SAB、ニューヨーク・シティ・バレエ団の付属学校）で夏期講習を受けた。
その2年後、奨学金を受けてSABに入学した。入学後の1980年にバランシンが彼女の才能を見い出し、SABのワークショップ公演『白鳥の湖』第2幕のオデット役への抜擢を受けた。同年5月、正団員（コール・ド・バレエ）としてNYCBに入団した。
キスラーの入団に関しては、アレクサンドラ・ダニロワがキスラーの若さを心配して「もう1年学校においた方が良い」と忠告していた。ただしバランシンはこの忠告を聞き入れず、できるだけ早くキスラーと仕事をしたいと望んだ。
キスラーによれば、バランシンは時々SABのレッスンを覗きに来ていたという。バランシンはキスラーを子ども扱いせず、NYCBへの入団後も彼女の姿を見かけると呼び止めて、いろいろな話をしていた。バランシンがよく話題にしたのは宗教のことで、その範囲は聖書や彼自身の信仰、ロシア正教の儀式の思い出などさまざまであった。話題はバレエにも及び、バランシンはクロイツフェルト・ヤコブ病に倒れるまでの約3年間、年若いキスラーに沢山の助言と指導を与えた。NYCBへの入団後は順調に昇進し、1981年にソリストとなり、1982年にはバレエ団史上で最年少のプリンシパルとなって「天才少女」として注目された。
彼女を見出したバランシンは、1983年に死去した。彼は一時期、スザンヌ・ファレルを主役（オーロラ姫）とする『眠れる森の美女』を創作したいと公言していたが、この企画は幻となった。その思いがキスラーを見いだしたことで再燃したものの、ついに叶わないままで終わった。バランシンの思いを引き継いだのは、彼の死後にNYCBの芸術監督となったピーター・マーティンスであった。マーティンスは1991年にキスラーをフィーチャーした『眠れる森の美女』を制作し、オーロラ姫を踊った彼女は好評で迎えられた。
キスラーは足の故障が原因となって、1983年から1985年まで舞台から離れていた。彼女の舞台生活は故障との闘いの連続でもあり、カムバックと休養を繰り返しながら舞台に立ち続け、一時は舞台生命を危ぶむ声すらあった。その後も1998年から1999年にも故障を経験したものの、2010年シーズンに引退するまでNYCBのアメリカ国外への公演や他のバレエ団への客演も含めて舞台に立ち続けた。彼女はバランシンの薫陶を受けた最後のダンサーであった。
引退前年の2009年、キスラーはインタビューで次のように現役生活の総括と将来への展望を語っている。

## 評価
キスラーはスレンダーで四肢が長く、可憐な美貌と豊かな音楽性を持ち、舞踊技巧にも優れていた。まだ10代の少女だった時期から舞台態度は堂々たるもので、観客への訴求力にも見るべきものがあった。
経歴の項で既に述べたとおり、最晩年のバランシンから集中的に指導を受けていたキスラーは「バランシン最後のミューズ」、「ベイビーバレリーナ」などと呼称される。彼女の資質は、バランシンがバレリーナに求める条件にまさに合致していた。ダイナミックさと詩情を兼ね備えた踊りと表現は、「スザンヌ・ファレルの後継者」と目されるほどの評価を受けた。
キスラー自身は、入団2年目に『白鳥の湖』の主役オデット姫を踊る機会を得たときに「君はとても若いのだから、若々しく踊ってごらん。ストーリーのことなど考えず、音楽に身をまかせて踊りなさい」とバランシンから助言された。当時16歳のキスラーは舞台で踊りながら「背伸びなんてせず、ありのままの自分でよい、ナーバスになる必要なんてないんだ」との気づきを得て、さらに「バランシンが自由を与えてくれた」ことにも思い至ったという。
バランシンが年若いキスラーに魅せられた最大の理由は、彼女の持つ生来の優れた音楽性であった。バランシンのスタイルを体得したキスラーの踊りは「音楽が聴こえる」、「スピーディーなのに優美な透明感」などと評されて批評家と観客の双方から高い支持を受けた。最初の故障からカムバックした後の1985年2月に『牧神の午後』（ジェローム・ロビンズ振付）で2年ぶりに舞台に立ったときは、満場の観衆が歓喜して拍手を送ったという。
NYCBでは、バランシン振付『くるみ割り人形』の露の精と金平糖（シュガープラム）の精、『放蕩息子』、『夢遊病の女』、『真夏の夜の夢』、『ミューズを導くアポロ』のテレプシコールなどを主なレパートリーとした。ロビンズ作品でも活躍し、彼の『アンタンティノ』、『ガーシュイン・コンチェルト』では彼女がオリジナルの役を創造した。
バランシン死去後のNYCBは、しばらくの間停滞期に入っていた。この時期を乗り越えた後、マーティンスの指導の下で数人のダンサーがその才能を開花させた。キスラーもその1人で、マーティンスの『眠れる森の美女』や『ジュ・ド・カルト』（1992年）などで主要な役を踊って高く評価された。

## 私生活
キスラーは1991年12月にピーター・マーティンス（1946年10月27日 - ）と結婚した。マーティンスはコペンハーゲンの生まれで、デンマーク王立バレエ団やNYCBでダンサーとして活動し、古典バレエはもとよりバランシン作品の体現者として名高い存在であった。
マーティンスはデンマーク時代に結婚した前夫人（ダンサーのリーズ・ラ・クール）との間に一子ニラスをもうけていた。ニラスも長じてダンサーとなり、1986年にNYCBへ入団した。キスラーとニラスは『ミューズを導くアポロ』などで共演している。1996年、キスラーはマーティンスとの間に一女を出産した。
2018年1月1日、マーティンスは30年にわたって務めてきたNYCB芸術監督を退任した。その原因は、2017年12月に明るみに出た彼のセクシャルハラスメント及びパワーハラスメントに対する疑惑であった。発覚のきっかけとなったのは、NYCBとSABの双方宛に届いた匿名の手紙で、その内容は彼のセクハラを告発するものであった。
マーティンスは疑惑を否定したものの、彼が過去にキスラーに暴力をふるって負傷させていた事実が蒸し返された。その事件が発生したのは1992年のことで、マーティンスに殴られた彼女は隣の部屋まで投げ飛ばされてかかとを切ったという。このときマーティンスは起訴されたが、後に取り下げられている。

## 主な出演
- ドキュメンタリー『ダンシング・フォー・ミスターB』（Dancing for Mr.B）1989年[21]。
- くるみ割り人形（1993年）- 金平糖（シュガープラム）の精[22]。
- ゴシップガール シーズン4 （第8話「ジュリエットの恋」Juliet Doesn't Live Here Anymore） 2010年[23]。